# Festuca tenuiculmis
Festuca tenuiculmis är en gräsart som beskrevs av Oscar Tovar. Festuca tenuiculmis ingår i släktet svinglar, och familjen gräs. Inga underarter finns listade i Catalogue of Life.